# يوجين وانغ
يوجين وانغ هو لاعب تنس الطاولة كندي، ولد في 13 نوفمبر 1985 في شيجياتشوانغ في الصين.

## وصلات خارجية
- يوجين وانغ على موقع أوليمبيديا (الإنجليزية)